# Département S
Jason King
Département S (Department S) est une série télévisée britannique en 28 épisodes de 50 minutes, créée par Dennis Spooner et Monty Berman et diffusée entre le 9 mars 1969 et le 24 mars 1970 sur le réseau ITV.
Au Québec, la série a été diffusée à partir du 8 septembre 1970 à la Télévision de Radio-Canada, diffusé à la Télévision belge francophone, RTB, à partir du lundi 12 octobre 1970 et en France, à partir du 2 janvier 1971 sur la deuxième chaîne de l'ORTF, et rediffusée sur M6.

## Synopsis
Cette série met en scène les aventures du flamboyant Jason King, auteur à succès de romans policiers et collaborateur au Département S, une cellule d'Interpol dirigée par l'énigmatique Sir Curtis Seretse et destinée à régler les affaires que les autres agences de services secrets n'ont pu résoudre. Les autres membres en sont Stewart Sullivan, un Américain qui chapeaute l'équipe, et Annabelle Hurst, une spécialiste en informatique.

## Distribution
- Peter Wyngarde (VF : Jacques Berthier) : Jason King
- Joel Fabiani (VF : Vincent Davy) : Stewart Sullivan
- Rosemary Nicols (VF : Perrette Pradier) : Annabelle Hurst
- Dennis Alaba Peters (VF : Jean-François Laley) : Sir Curtis Seretse

## Épisodes

### Première saison (1969)
1. Six jours (Six Days)
2. Le Projet Trojan Tanker (The Trojan Tanker)
3. Quatre hommes déguisés (A Cellar Full of Silence)
4. Le Village désert (The Pied Piper of Hambledown)
5. L'Avion vide (One of Our Aircraft Is Empty)
6. L'Envers du décor (The Man in the Elegant Room)
7. Mort sur la plage (Handicap Dead)
8. L'Amnésique (Black Out)

### Deuxième saison (1969-1970)
1. La Double Mort de Charlie Crippen (The Double Death of Charlie Crippen
2. Le Trésor de la Costa del Sol (The Treasure of the Costa Del Sol)
3. Le Conducteur fantôme (Who Plays the Dummy?)
4. Le Masque de la mort (The Man Who Got a New Face)
5. Les Fleurs du mal (Les Fleurs du mal)
6. La Jolie Secrétaire (The Shift that Never Was)
7. Où se cache Christopher Lomax (Dead Men Die Twice)
8. Un ticket pour le néant (A Ticket to Nowhere)
9. Le Dernier Train pour Redbridge (The Last Train to Redbridge)
10. Le Fantôme de Mary Burnham (The Ghost of Mary Burnham)
11. L'Homme de nulle part (The Man from X)
12. La Mort dans le miroir (Death on Lectionnaire)
13. Autrefois à Istanbul (The Perfect Operation)
14. Agent double (The Duplicated Man)
15. Mort dans un hangar (The Mysterious Man in the Flying Machine)
16. Un jeune homme de 60 ans (Spencer Bodily Is 60 Years Old)
17. Michèle (A Fish out of Water)
18. Une arme qui peut détruire le monde (A Small War of Nerves)
19. Le Squelette de Byron Blain (The Bones of Byrom Blain)
20. La Soupe du jour (The Soup of the Day)

## Commentaires
- Il faut savoir que certains épisodes ont été réalisés par les maîtres du cinéma fantastique anglais. John Gilling, Roy Ward Baker pour les plus illustres, dignes héritiers de l'âge d'or de la maison de production Hammer Film, responsable de la résurrection de Dracula (Christopher Lee succédant à Bela Lugosi) apportant un nouveau souffle au cinéma dit « de genre ».

- Ces deux réalisateurs travailleront pour d'autres séries à la même époque, comme Le Saint avec Roger Moore dans le rôle de Simon Templar ou Amicalement vôtre, toujours avec Roger Moore.

- Le thème de la série est de Edwin Astley, également compositeur du Saint et Destination Danger. On peut en trouver une version de Cyril Stapleton Orchestra, disponible sur certaines compilations consacrées aux musiques de séries anglaises.

- Cette série est composée de 2 saisons, et non pas une contrairement à beaucoup de séries ITC produites à l'époque.

- Cette série connut une série dérivée en 1971, intitulée Jason King. Comme souvent dans les séries, un personnage peut se démarquer par son charisme, une attitude, ce je-ne-sais-quoi en plus qui fait revenir le spectateur. C'est ainsi que l'auteur des aventures de Mark Caine eut sa propre série qui ne connut qu'une seule saison.

- La plupart des vêtements portés par Jason King furent créés par l'acteur Peter Wyngarde, lui-même. Il utilisa même sa propre voiture dans la série, une Bentley Continental de 1958.

## DVD (France)
L'intégralité des épisodes est sortie en coffret 7 DVD chez TF1 vidéo le 5 juin 2003. Les épisodes ont été remastérisés et le coffret contient de nombreux suppléments sur la production. L'audio est en français et en anglais sous-titré. Les copies sont au format plein écran.